# Старосалтівський заказник
Староса́лтівський зака́зник — лісовий заказник місцевого значення в Україні. Об'єкт природно-заповідного фонду Харківської області. 
Розташований на території Вовчанського району Харківської області, на захід від смт Старий Салтів. 
Площа — 347,4 га. Статус присвоєно згідно з рішенням облради від 27.01.2005 року. Перебуває у віданні ДП «Вовчанське лісове господарство» (Старосалтівське л-во, кв. 43—52; кв. 35, вид. 17—20; кв. 42, вид. 3—6, 10, 12—16). 
Статус присвоєно для збереження частини лісового масиву, який є залишком давніх дубово-грабових лісів. Трапляються сфагнові болота, виявлено рідкісні види рослин. На території заказника представлений лісовий фауністичний комплекс, серед якого трапляються види, занесені до Європейського Червоного списку, Червоної книги України та списку рідкісних видів Харківської області.